# Highmark Stadium
Highmark Stadium är en utomhusarena i Orchard Park utanför Buffalo i delstaten New York i USA. Arenan är hemmaarena för klubben i amerikansk fotboll Buffalo Bills, som spelar i National Football League (NFL).
Highmark Stadium invigdes 1973 och har haft flera namn genom åren. Från början hette den Rich Stadium, men mellan 1998 och 2016 hette den Ralph Wilson Stadium, döpt efter den numera avlidna Ralph Wilson (1918–2014), Buffalo Bills grundare och före detta ägare. Arenan bytte namn till New Era Field den 18 augusti 2016. Sommaren 2020 avslutades samarbetet med New Era och arenan kallades tillfälligt Bills Stadium. Den 29 mars 2021 offentliggjordes det nya namnet Highmark Stadium.

## Historia
Buffalo Bills var en av de klubbar som var med och grundade American Football League (AFL) som en direkt konkurrent till NFL 1960. Senare under 1960-talet togs beslut om att ligorna skulle slås ihop, vilket verkställdes 1970. I NFL ställdes det ett krav på klubbarna att de skulle spela på arenor med en kapacitet på minst 50 000 åskådare, några tusen fler än vad Bills dåvarande arena War Memorial Stadium hade i kapacitet.
1973 invigdes den nya arenan Rich Stadium för att ersätta den gamla War Memorial Stadium. Namnet "Rich" kom från företaget Rich Products, som köpte rätten till arenanamnet för 1,5 miljoner dollar över 25 år, ett av de tidigare exemplen på när företag köpt rätten till namnet på en arena. När avtalet löpte ut valde Rich Products att inte förnya avtalet och namnet ändrades till Ralph Wilson Stadium.
Från början hade arenan en kapacitet på över 80 000 åskådare, men efter ett antal renoveringar för bland annat bredare stolar samt utbyggnad av loger så har kapaciteten sjunkit till drygt 70 000. Efter rykten om en flytt av klubben till bland annat Toronto har det spekulerats i om en ny arena skulle byggas för att få klubben att stanna kvar i Buffalo. 2012 skrevs dock ett avtal fram till 2023 där Bills förband sig till att spela kvar på arenan samtidigt som staden skulle stå för renoveringar i och kring arenan för ett värde av 130 miljoner dollar.

## Framtid
Trots att renoveringar av arenan skedde under 2013–2014 samt att Bills har ett avtal att spela i arenan till 2023 figurerar ständigt nya planer på att bygga en ny arena i centrala Buffalo. Ett av förslagen är att bygga en ny arena med öppningsbart tak samt en kapacitet för 72 000 åskådare, ett projekt som skulle kosta över en miljard dollar. I maj 2013 placerade en grupp investerare ett bud på mark i centrala Buffalo med målet att kunna bygga en arena där för just Bills.

## Särskilda evenemang

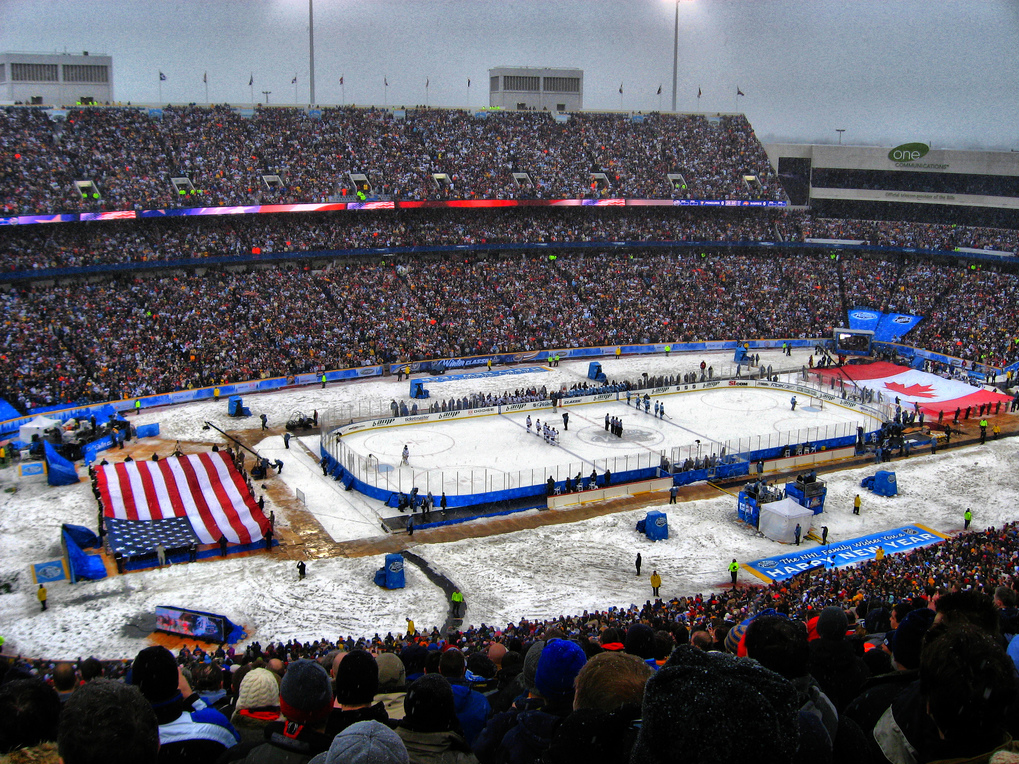
Arenans utseende under NHL Winter Classic 2008.

Highmark Stadium stod värd för invigningsceremonin för Sommaruniversiaden 1993.
På nyårsdagen 2008 spelades ishockey i arenan i form av NHL Winter Classic 2008, den första NHL Winter Classic som arrangerades av National Hockey League (NHL), mellan Buffalo Sabres och Pittsburgh Penguins.
Under Junior-VM i ishockey 2018 spelades en gruppmatch mellan USA och Kanada i arenan. Det var den första utomhusmatchen i Junior-VM:s historia.

## Publikrekord
Arenans publikrekord är på 80 368 åskådare och sattes den 4 oktober 1992 i en match mellan Buffalo Bills och Miami Dolphins.